# Torey Thomas
Torey Jamal Thomas (White Plains, 26 febbraio 1985) è un ex cestista statunitense con cittadinanza italiana.

## Palmarès

### Squadra
- Coppa di Polonia: 1

Rosa Radom: 2016

### Individuale
- Polska Liga Koszykówki MVP: 1

Turów Zgorzelec: 2010-11